# ТЭЦ Плоньск
ТЭЦ Плоньск — теплоэлектроцентраль в одноимённом городе, расположенная примерно за пятьдесят километров к северо-западу от Варшавы.
В 1978 году в Плоньске начала работу система центрального отопления, для чего была введена котельная с угольными котлами — тремя паровыми OR 16 и одним водогрейным WR 10. В 1993 году был дополнительно установлен водогрейный котел WRp 23.
В 2008 году был смонтирован паровой котел OS-14 мощностью 12,5 МВт, рассчитанный на сжигание биомассы. В том же десятилетии была уменьшена мощность водогрейных котлов, модифицированных до уровня WR-7EM и WRm-15. Общая тепловая мощность объекта с этими тремя котлами уменьшилась до 37,1 МВт.
Еще одним направлением модернизации стало преобразование в 2008 году котельной в ТЭЦ. Однако, установленное в ней генераторное оборудование имеет очень малую мощность по сравнению с котельным — зимой здесь работает синхронная турбина с противодавлением мощностью 2,1 МВт, а летом асинхронная турбина с показателем 0,2 МВт.